# The Man from Utopia
The Man from Utopia è l'undicesimo album in studio del musicista statunitense Frank Zappa pubblicato nel 1983 dalla Barking Pumpkin Records.

## Il disco
Il titolo di questo lavoro trae origine dall'omonimo classico del Doo-wop composto da Donald e Doris Woods, eseguito come cover da Zappa stesso, fusa in questo caso in un medley con un altro hit dello stesso genere, ovvero Mary Lou (brano del 1955 di cui è autore Obie Jessie), di qui il titolo The Man From Utopia Meets Mary Lou. L'apertura è affidata a Cocaine Decisions, una dura invettiva rivolta contro i consumatori di cocaina che rivestono ruoli di grande responsabilità all'interno della comunità civile americana e l'influenza che l'uso di stupefacenti può avere sulle decisioni e/o comportamenti di tali individui nei confronti della collettività. Stick Together è un altro rovente atto d'accusa contro le derive del sindacalismo, che, a parere di Zappa, partito da nobili istanze è finito a salvaguardare prevalentemente gli interessi economici dei vertici sindacali. The Dangerous Kitchen e Jazz Discharge Party Hats sono due tracce registrate dal vivo e rielaborate in studio con l'aggiunta di sovraincisioni chitarristiche ad opera di Steve Vai (si tratta del secondo ed ultimo album dopo Ship Arriving Too Late to Save a Drowning Witch ad includere quest'ultimo tra i crediti alla voce "Impossible guitar parts"). Tink Walks Amok è un altro medley stavolta di due composizioni zappiane cioè Thirteen e Atomic Paganini.

### Copertina
L'album è inoltre celebre per la copertina ideata dall'artista italiano Tanino Liberatore, che ritrae un Frank Zappa "in stile Ranxerox" impegnato con una paletta per uccidere zanzare durante un concerto, riferimento all'esibizione del musicista statunitense del 7 luglio 1982 al Laghetto di Redecesio di Segrate ed a altri concerti di quel tour italiano.

## Pubblicazione
L'album fu pubblicato il 28 marzo 1983 su LP in vinile dalla Barking Pumpkin Records. La prima versione della ristampa in CD abbinava il disco all'album Ship Arriving Too Late to Save a Drowning Witch. Nella riedizione del 1995 l'album è nuovamente pubblicato come opera a sé stante ma la sequenza dei brani è notevolmente rielaborata e include il pezzo Doo-wop a cappella Luigi & The Wise Guys come Bonus track.

## Accoglienza
| Recensione     | Giudizio |
| -------------- | -------- |
| AllMusic       | [ 8 ]    |
| Piero Scaruffi | [ 9 ]    |
| Ondarock       | [ 10 ]   |

Negli Stati Uniti d'America The Man from Utopia giunse fino alla posizione numero 153 della classifica Billboard 200.
Nella primavera del 2003, la redazione della rivista Il Mucchio Extra inserì l'album nella lista dei 100 album rock da evitare scrivendo: 

## Tracce
Tutti i brani sono stati composti da Frank Zappa eccetto dove indicato.

### Versione originale in vinile
Lato 1
1. Cocaine Decisions - 2:56
2. The Dangerous Kitchen - 2:51
3. Tink Walks Amok - 3:40
4. The Radio Is Broken - 5:52
5. Mōggio - 3:05

Lato 2
1. Medley costituito da The Man from Utopia (Donald & Doris Woods) e Mary Lou (Obie Jessie) - 3:19
2. Stick Together - 3:50
3. SEX - 3:00
4. The Jazz Discharge Party Hats - 4:30
5. We are Not Alone - 3:31

### Versione CD
1. Cocaine Decisions - 3:54
2. SEX - 3:43
3. Tink Walks Amok - 3:38
4. The Radio Is Broken - 5:51
5. We are Not Alone - 3:18
6. The Dangerous Kitchen - 2:51
7. The Man from Utopia Meets Mary Lou - 3:22
8. Stick Together - 3:13
9. The Jazz Discharge Party Hats - 4:28
10. Luigi & the Wise Guys - 3:24 (non presente nell'edizione del 1983)
11. Mõggio - 2:36

## Formazione
- Frank Zappa - chitarra, canto, ARP 2600, Linn Drum Machine;
- Steve Vai - "impossible guitar parts" (tradotto letteralmente "parti di chitarra impossibili") alla Stratocaster e alla chitarra acustica;
- Ray White - chitarra e canto;
- Roy Estrada - falsetti alla pachuco, ecc.;
- Bob Harris - ragazzo soprano;
- Ike Willis - baritono (letteralmente "baritono bionico");
- Bobby Martin - tastiere, sax e canto;
- Tommy Mars - tastiere;
- Arthur "Tink" Barrow - tastiere, basso, micro-bass, chitarra ritmica;
- Ed Mann - percussioni;
- Scott Thunes - basso;
- Jay Anderson - contrabbasso;
- Chad Wackerman - batteria;
- Vinnie Colaiuta - batteria in Dangerous Kitchen e Jazz Discharge Party Hats;
- Craig "Twister" Steward - armonica a bocca;
- Dick Fegy - mandolino;
- Marty Kristall - sassofoni.

## Crediti tecnici
- Frank Zappa - produzione;
- Bob Stone, Mark Pinske, Dave Jerdan - ingegneri del suono;
- Tanino Liberatore - grafica e illustrazione di copertina;
- John Vince - direzione artistica.